# Sztandar Socjalizmu
Sztandar Socjalizmu – pierwszy organ prasowy Komunistycznej Partii Robotniczej Polski, dziennik, wydawany od 19 grudnia 1918 do stycznia/lutego 1919 r. w nakładzie około 10 tysięcy egzemplarzy. 
Drukowany w 4 kolumnach średniej wielkości. Zawierał dział informacyjny, obszerny dział artykułowy i m.in. dział korespondencji z terenu. W Warszawie sprzedawany w sprzedaży ulicznej oraz w 3 punktach hurtowych. Na prowincję, głównie województwa centralne, dostarczany kanałami partyjnymi. Zawieszony przez rząd Ignacego Jana Paderewskiego.